# Псы войны (роман)
«Псы войны» (англ. The Dogs of War) — роман Фредерика Форсайта. Герои произведения — наёмники, которым поручено свергнуть правительство в одной из африканских стран и установить марионеточный режим. Книга создаёт впечатление документального повествования, так как история основывается на военных впечатлениях самого автора. Как и другие произведения Форсайта, роман «Псы войны» представляет собой финансово-политический детектив.
Название Форсайт позаимствовал из трагедии Шекспира «Юлий Цезарь». Оно оказалось столь метким, что стало нарицательным именем всяких наёмных войск.
На всю страну монаршим криком грянет:
«Пощады нет!» — и спустит псов войны
В одном из интервью Фредерик заявил, что напишет три романа и уйдет на покой, поэтому, когда в июле 1974 года появилась книга «Псы войны», её посчитали «лебединой песней» Форсайта.
В работе над романом Форсайт опирался на свой журналистский опыт, полученный при ведении репортажей во время войны за независимость в 1970 году между Нигерией и Биафра. Прототипом вымышленной республики Зангаро стала бывшая испанская колония Экваториальная Гвинея. Прототипом Карло Шеннона послужил южноафриканский наёмник Тэффи Уильямс.

## Сюжет
Действие романа разворачивается в самом начале 1970-х годов. Геологическая партия крупного горнодобывающего концерна «Мэн-Кон» обнаруживает значительное месторождение платины на территории Зангаро — маленькой африканской республики, бывшей французской колонии. Платина — не только драгоценный металл, но и эффективный катализатор, применяемый в очистке отработавших газов двигателей внутреннего сгорания. Значительное внимание общества привлечено к проблемам экологии и автомобильной промышленности, и возможно, вскоре в развитых странах примут законы об очистке выхлопных газов транспортных средств.
Председатель совета директоров «Мэн-Кона» Джеймс Мэнсон планирует создать подставную компанию, которая получит разрешение от властей Зангаро на разработку месторождения. После этого, не афишируя своё участие в этом предприятии, он собирается продать компанию «Мэн-Кону». Для этого он задумал свергнуть президента Зангаро, кровавого диктатора Жана Кимбу. Кимба психически ненормален, склонен к мистицизму, болен манией преследования и находится под определённым влиянием советских военных советников. Раскрыть ему информацию о месторождении означает поставить в известность Советский Союз, а тот, будучи экспортёром платины, не потерпит возникновения конкурента. Узнав о том, что Кимба довёл страну до плачевного положения, Мэнсон нанимает опытного наёмника, воевавшего в Африке, по имени Карло Шеннон (прозвище «Кот»), для оценки возможности военного переворота. Приехав в Зангаро, Шеннон убеждается в том, что зангарийская армия — просто сброд вооружённых хулиганов, а Кимба в своём укреплённом дворце «посадил себя в большой, изолированный загон для расстрела». После доклада Шеннон получает задание спланировать и провести операцию по устранению неугодного президента. Шеннон решает провести ночную высадку на берег с собственного судна, обстрелять из миномётов дворец Кимбы и армейские казармы, после чего зачистить дворец. Мэнсон узнаёт, что СССР отправил в республику геологическую партию для обследования месторождения, так что сроки ограничены.
В то время как помощники Мэнсона покупают подставную компанию и вступают в переговоры с бывшим приближённым Кимбы, полковником Боби, Шеннон создаёт собственную подставную компанию, под видом груза для африканских стран покупает патроны, миномёты, из-под полы покупает «шмайсеры». Он также вступает в переговоры со свергнутым африканским генералом, за которого когда-то воевал. Товарищи Шеннона находят судно, снаряжение, лодки.
Отряд Шеннона доплывает до республики и осуществляет свой план. Два наёмника погибают при атаке. Шеннон убивает приехавшего полковника Боби и приказывает помощнику Мэнсона убираться восвояси. Власть над страной переходит к представителям свергнутого генерала, правительство с первых шагов выполняет обещания, данные народу. Шеннон, будучи неизлечимо больным, остаётся в Зангаро и после очередного обострения болезни совершает самоубийство.